# Steven F. Udvar-Hazy Center

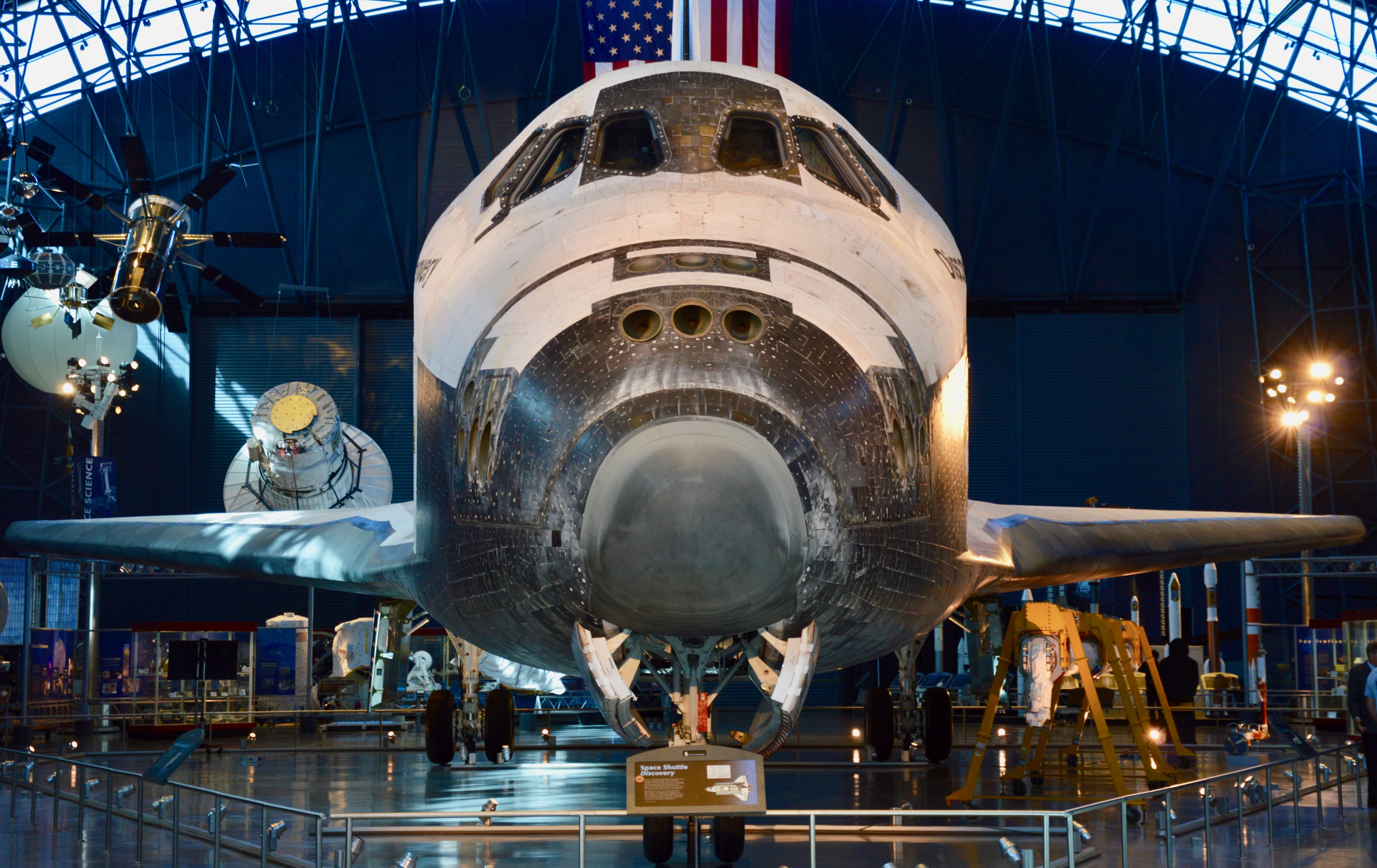
A Discovery űrrepülőgép

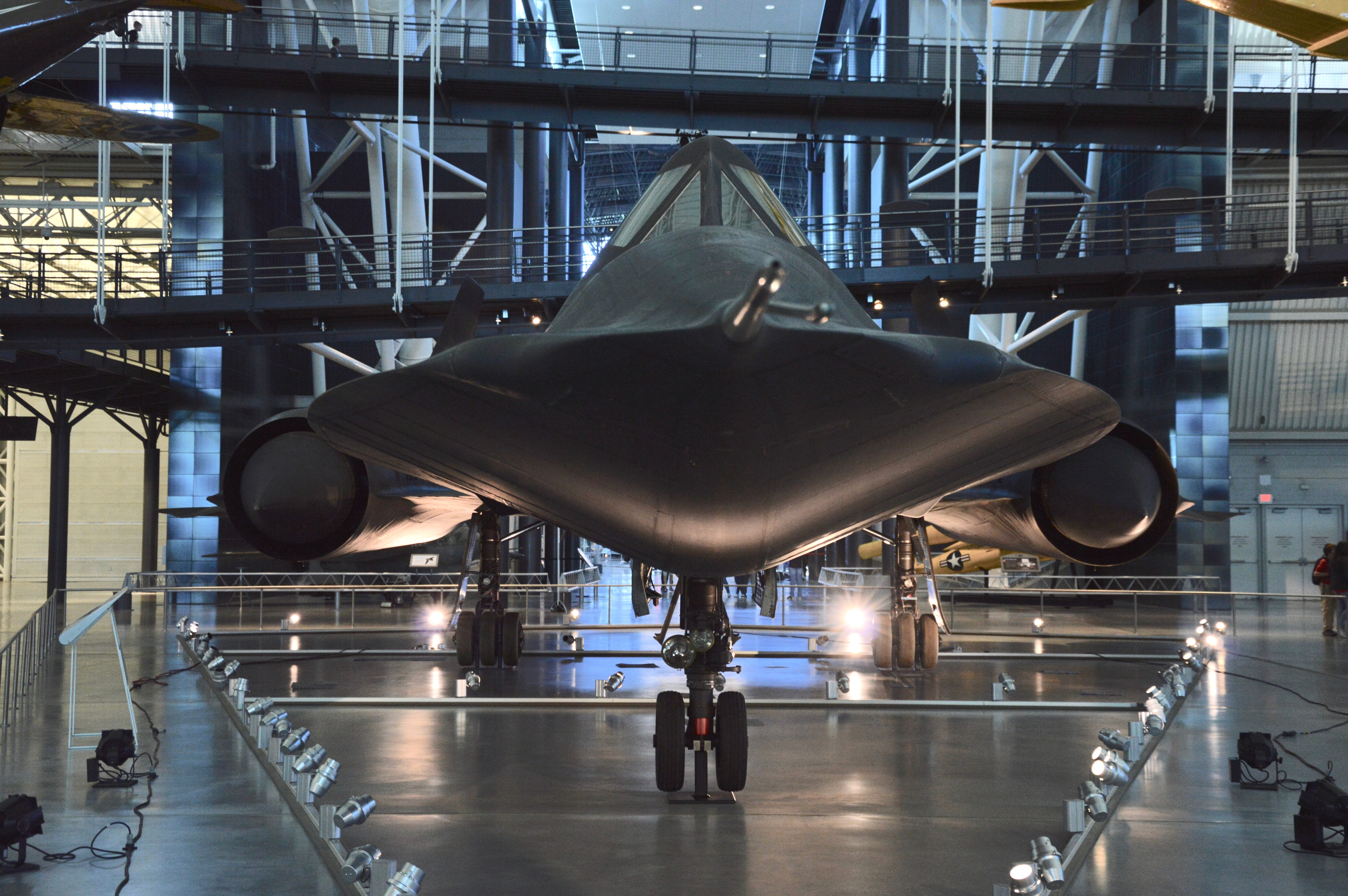
SR–71 Blackbird felderítő repülőgép

A Steven F. Udvar-Hazy Center vagy röviden Udvar-Hazy Center az amerikai Smithonian Intézet repüléstörténeti múzeumának, a National Air and Space Museumnak a kiállítóhelye. Virginia állam Fairfax megyéjében, a Washington Dulles nemzetközi repülőtér szomszédságában található. Számos kiállítási tárgya közül a legismertebbek a Discovery űrsikló és az első atomtámadást végrehajtó Enola Gay nevű B–29-es bombázó. 2018-ban 1,5 millió látogatója volt.
A 71 ezer m²-es összterületű létesítményt 2003. december 15-én nyitották meg. Felépítéséhez 1999-ben 65 millió dollárt adományozott a Smithonian Intézetnek Steven F. Udvar-Hazy filantróp üzletember, akiről a létesítmény a nevét kapta.

## Története
Megépítését az tette szükségessé, hogy a National Air and Space Museum kinőtte a National Mallon található régi, központi létesítményét. A kiállítási tárgyak jelentős részét ezért korábban a múzeum marylandi restaurátor központjában (Paul E. Garber Preservation, Restoration, and Storage Facility) kellett raktározni, az épület bővítésére a Mallon nem volt mód.
Az épületet a Hellmuth, Obama + Kassabaum építésziroda tervezte, amely a National Air and Space Museum első épületét is tervezte az 1970-es években.  A tervezés és előkészítés 15 évet vett igénybe. Az építést a Hensel PHELPS Construction Co. végezte.
A létesítmény alapját két hangár képezi. A nagyobbik, a Boeing Aviation Hangar 27 286,3 m² alapterületű, amely elsőként készült el 2003-ban. A kisebbik, űrkutatási eszközöket és rakétatechnikát bemutató James S. McDonalds Space Hangar 4930,1 m² alapterületű, melyet 2004-ben adtak át.
A létesítményhez tartozik még a Donald D. Engen kilátótorony, amelyből a Dulles repülőtérre nyílik kilátás, valamint egy IMAX mozi.
2008-ban az Airbus 6 millió dollárt adományozott a Smithonian Intézetnek. Ebből készült el a második fázis, amely a Mary Baker Enger restaurátorműhelyt, az archívumot és az Emil Buechler Conservation Laboratory-t foglalja magában. Utóbbi a restaurálási munkát támogatja. A restaurátor műhelyt 2010-ben adtak át. Ekkor a marylandi restaurátorműhelyt és archívumot is átköltöztették az Udvar-Hazy Centerbe, míg a marylandi objektumot már csak raktározásra használják.

## Gyűjtemény
Az Udvar-Hazy Center repülőgép-gyűjteménye a nyitás óta folyamatosan gyarapodik. A tervek szerint több mint 200 repülőgép lesz kiállítva folyamatosan. 2012-ben 169 repülőgép, valamint 152 űreszköz és rakéta volt kiállítva. Az Udvar-Hazi Centerben olyan nagy méretű repülőgépek is helyet kaphattak, amelyek a National Mallon lévő múzeumban nem fértek el. A kiállított eszközök között látható az Enola Gay bombázó, a 2012 áprilisában a múzeumba került Discovery űrrepülőgép, egy SR–71 Blackbird stratégiai felderítő repülőgép, az Air France Concorde repülőgépe, vagy a Boeing 707 utasszállító prototípusa, a Boeing 367-80. A gyűjteményben több különleges német második világháborús típus is megtalálható, mint pl. a Horten Ho 229 csupaszárny bombázó, vagy a Dornier Do 335 vadászrepülőgép egyetlen fennmaradt példánya.

## Látogatás
Naponta 10:00 és 17:30 között tart nyitva, december 25-én zárva van. A múzeum ingyenesen látogatható, de a parkolásért fizetni kell (15 USD). Tömegközlekedéssel a Fairfax Connector által üzemeltetett, Restonból (a Wiechle metróállomástól) a Dulles repülőtéren keresztül az Udvar-Hazy Centerig közlekedő 983-as autóbusszal érhető el.